# Ponte romano (Piercebridge)
Il ponte romano di Piercebridge è un ponte romano sul fiume Tees, nel nord dell'Inghilterra. È vicino ai villaggi di Cliffe (North Yorkshire) e Piercebridge, nella contea di Durham.
Gli scavi più recenti sono stati fatti dal Time Team di Channel 4 nel 2009.

## Storia
Il ponte consentiva alla strada romana di Dere Street di attraversare il fiume Tees.
Il forte romano di Piercebridge era posto a fortificazione e protezione del passaggio sul ponte.
La prima costruzione del ponte si colloca intorno al 90 d.C., fu successivamente ricostruito probabilmente a seguito di danneggiamenti causati dalle piene del fiume. Il Tees si è ristretto nel corso dei secoli e ha cambiato il suo corso, di conseguenza i resti del ponte si trovano attualmente in un campo a circa 90 metri (300 ft) a sud dell'attuale corso del fiume e a circa 450 metri (1 480 ft) a est di Piercebridge.

## Descrizione
Ciò che rimane del ponte sono massicci blocchi di muratura che formavano almeno cinque pile. I corsi inferiori di una delle pile sono ancora in situ e parzialmente completi e sono visibili i fori nei quali doveva essere incassata la struttura lignea del ponte. Tutta la parte lignea è scomparsa. I resti sono stati scoperti nel 1972 durante scavi per l'estrazione della ghiaia. I blocchi di pietra arrivano fino a 1,5 metri (4 ft 11 in) di lato e la struttura totale del ponte era lunga circa 123 metri (404 ft). I reperti provenienti dallo scavo del ponte e del forte sono conservati nel Bowes Museum.

## Interpretazione alternativa
L'opinione della maggioranza tra gli archeologi è che la struttura sia un ponte. Un'interpretazione alternativa è stata proposta dall'archeologo Raymond Selkirk, che sostiene che la struttura sia una diga di navigazione con un canale di straripamento. Da questa, e da altre prove, sostiene che i romani facessero un uso molto più frequente del trasporto fluviale di quanto generalmente riconosciuto. Le sue opinioni sono esposte nei suoi libri:The Piercebridge Formula (1983), On the Trail of the Legions (1995) e Chester-le-Street & Its Place in History (2000).